# Sepsis defensa
Sepsis defensa är en tvåvingeart som beskrevs av Ozerov 1985. Sepsis defensa ingår i släktet Sepsis och familjen svängflugor. Inga underarter finns listade i Catalogue of Life.